# Pierre de Ronsard
Pierre de Ronsard (castillo de la Possonnière, Couture-sur-Loir, 11 de septiembre de 1524-Saint-Cosme-en-l'Isle, cerca de Tours, 27 de diciembre de 1585) fue un escritor y poeta francés del siglo XVI. Se le conoció como «el príncipe de los poetas y poeta de los príncipes» («Prince des poètes et poète des princes») de Francia y lideró, junto al también poeta Joachim du Bellay, el grupo poético del Renacimiento francés conocido como La Pléyade, siendo el miembro más representativo.
Su poesía conjuga la influencia de Petrarca, del platonismo y del formalismo clásico con su vitalismo humanista. Entre sus obras destacan Odas (1550), Amores (1552), Himnos (1555-56), La franciada (1572) y Sonetos para Helena (1578).

## Biografía

### Formación

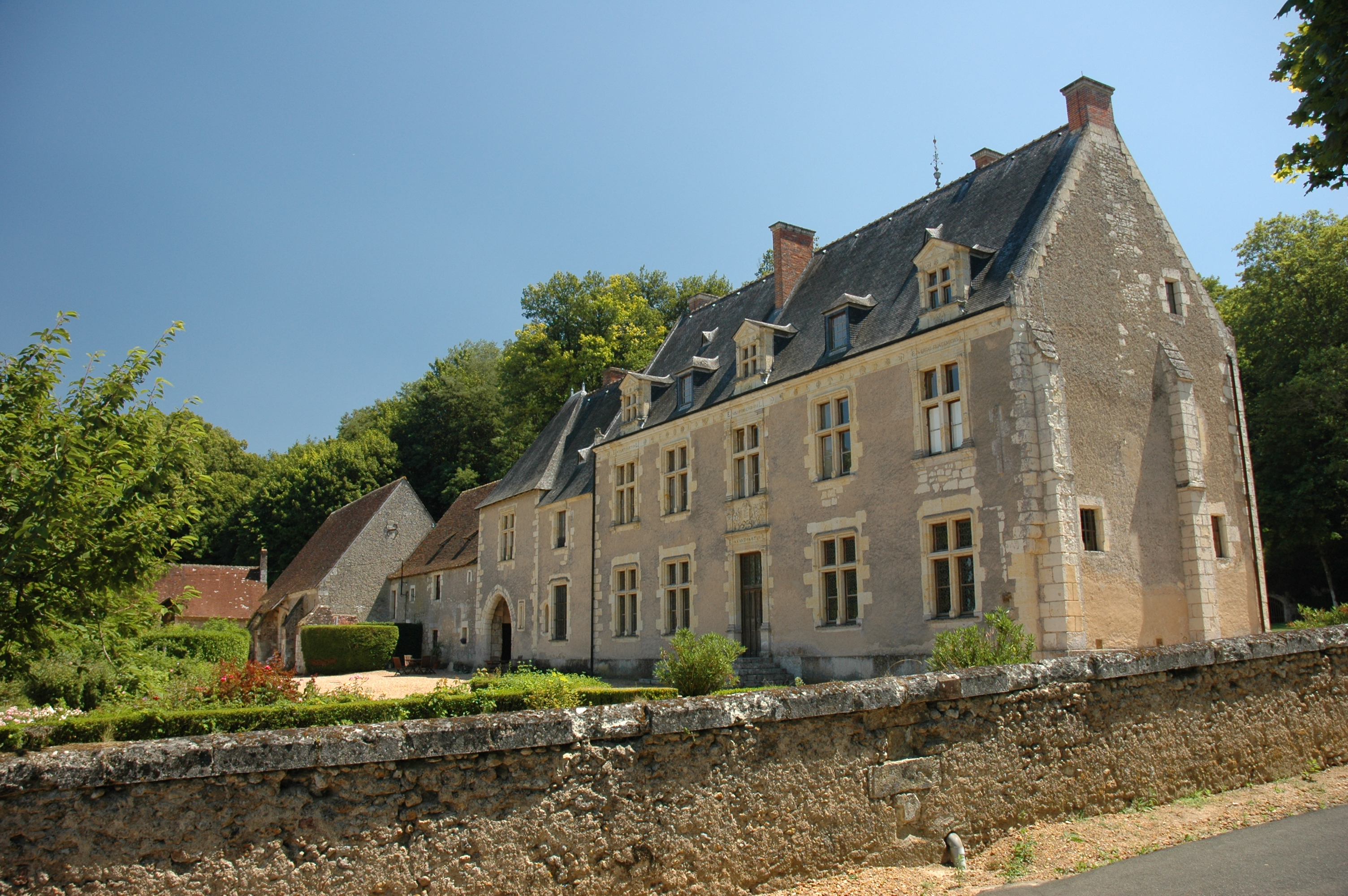
El château de la Possonière, casa natal de Ronsard.

Nació en el château familiar de la Possonnière, a unos 25 kilómetros de Vendôme, cerca de Blois y Orleans en lo que es hoy el departamento de Loir-et-Cher, en la Región de Centro-Valle de Loira.
Su familia pertenecía a la nobleza modesta, aunque se les suponía descendientes de un marqués húngaro de la Tracia. Balduino de Ronsard o Rossart debió ser el fundador de la rama francesa en la primera mitad del siglo XIV al establecerse al servicio del rey de Francia. Sin embargo esta teoría centroeuropea se ha demostrado falsa.
Su padre, Louis de Ronsard, era un noble militar, de amplia cultura, conocedor del latín y con vocación poética. Se casó con una viuda, Jeanne Chaudrier. Sirvió sucesivamente a tres reyes de Francia: Carlos VIII, Luis XII y Francisco I, y a un futuro rey, el duque Enrique de Orleans. Participó en las campañas de Italia y fue hecho prisionero tras la batalla de Pavía (1525). Formó parte del grupo de rehenes que acompañaron a los hijos del rey Francisco I a España hasta la paz de Cambrai.
De los seis hijos del matrimonio Ronsard, Pierre fue el menor. Estaba destinado a las armas por tradición familiar, pero su sordera, sobrevenida en 1540, le impulsó a renunciar a las carreras militar y diplomática y estudiar Humanidades. Pierre de Ronsard se formó a lo largo de sus primeros años en su propia casa y tuvo como preceptor a su tío paterno, el clérigo Jean de Ronsard. Cuando tenía nueve años su familia lo envió un semestre al Colegio de Navarra en París. Al morir su tío el clérigo, el joven Pierre hereda su biblioteca.

### Al servicio de los hijos del rey
No parece que Ronsard apreciara mucho la vida ruda de la escuela. A pesar de su falta de experiencia fue nombrado paje y puesto al servicio del Delfín del rey Francisco, que murió al cabo de pocos días, y luego sucesivamente al de su hermano, el duque de Orleans y luego al de la hermana de ambos, Magdalena de Valois. Cuando ésta se casa con Jacobo V de Escocia, Ronsard fue adscrito al servicio de la reina. Aunque Magdalena falleció pronto, Ronsard quedó al servicio de la nueva esposa de Jacobo V, la princesa también francesa María de Lorena. Ronsard pasó tres años en Gran Bretaña. En 1540, vuelve a Francia y se reincorpora al servicio del duque de Orleans.
Esta función le proporcionó la posibilidad de viajar: le enviaron a Flandes y otra vez a Escocia. Pronto se le presenta una mejor oportunidad y se convierte en secretario de Lazare de Baïf, diplomático humanista que estaba destinado a la Dieta de Haguenau, en la que el emperador Carlos V estaba buscando un acuerdo entre católicos y protestantes. En esa época contrae las fiebres que causarán su sordera. Al tener que renunciar al ejército y a la diplomacia, y no tener vocación eclesiástica, aunque fue tonsurado, acabará decantándose hacia la literatura. También estuvo al servicio del cardenal Du Bellay, y su mítica disputa con François Rabelais data de esa época.

### Preceptor de Baïf
Al morir su padre, en junio de 1544, Lázaro de Baïf invitó a Pierre de Ronsard a que se estableciera en su casa, como preceptor de su hijo, su futuro colega en La Pléyade, Jean-Antoine de Baïf, que era siete años menor que él. Ambos recibirán clases del ilustre helenista Jean Dorat, gracias al cual Ronsard conoce a Píndaro, cuya influencia resultará fundamental en su pasión por la cultura griega.
En 1545 Ronsard conoce en la Corte de Blois a Casandra Salviati, una joven de 14 años, hija de un banquero florentino, con la que tendrá una relación platónica. Esta mujer le inspirará los Sonetos para Casandra, pero se casará al año siguiente con un noble francés.

### Colegio de Coqueret
En 1547 los dos pasaron a estudiar en el Colegio de Coqueret, donde ya estaba Joachim Du Bellay. El director de esta institución educativa era precisamente Jean Dorat, que luego también pasará a formar parte de La Pléyade. Du Bellay, el segundo de los siete, se une pronto a ellos. A este grupo que recibió en principio el nombre de «la Brigada» y luego «la Pléyade». Era un grupo de poetas apasionados por el helenismo.
La nómina se completó con estudiantes del vecino Colegio de Boncourt Rémy Belleau, Jean de La Péruse y Étienne Jodelle, y con el propio Dorat. Estos escritores fueron llamados así porque constituían una constelación de siete estrellas a semejanza de las Pléyades de la mitología griega, hijas del titán Atlas. Muretus (Marc Antoine Muret), apasionado por el latín, que desempeñará un papel importante en la creación de la tragedia francesa, también estudió durante la misma época.
El período de estudios de Ronsard duró siete años, y Du Bellay escribirá el primer manifiesto de ese nuevo movimiento literario que propugnaba la aplicación de los principios de los clásicos: la Defensa e ilustración de la lengua francesa, publicado en 1549.

### Primeras publicaciones
Poco más tarde, Ronsard publica sus primeras obras en 1550. Sus cuatro primeras recopilaciones adoptan el nombre de Odas. En 1552 publica los Amores, una colección de sonetos en honor a Casandra Salviati, y un quinto libro de Odas. Estas obras lanzaron definitivamente su carrera como poeta. Eran piezas inspiradas en Píndaro y Petrarca y su tono era ya muy original. Su neopaganismo se percibe también en sus Folâtries (1553).
Los Amores desencadenan una gran polémica en el mundo literario. Una anécdota ilustra la rivalidad y las críticas que existían: se dice que Mellin de Saint-Gelais, principal representante de la Escuela de seguidores de Clément Marot, leía poemas de Ronsard de modo paródico ante el rey para minusvalorarlo. Sin embargo, Margarita de Valois, hermana del rey (y luego Duquesa de Saboya), en un momento dado arrebató el libro de las manos de Melin y se puso a leerlo, destacando la belleza de los poemas: cuando la lectura terminó, la sala estaba encantada y aplaudió efusivamente. Ronsard había sido aceptado como poeta.
En 1555 conoce en Bourgueil, en el Valle del Loira a una campesina de quince años, Marie Dupin, para quien escribirá la Continuación de los Amores, en un tono mucho más sensual y en la que se descubre la influencia de Anacreonte. Ronsard aborda estos amores dotándolos de un mayor realismo debido a que era una plebeya y no una dama.

### Himnos
Entre 1555 y 1556, publica sus Himnos, basados en grandes temas políticos y filosóficos y en los que muestra su saber enciclopédico. Están dedicados a Margarita de Saboya. Se retoma la idea de que la poesía permite acceder a la verdad, el conocimiento absoluto de las cosas. Acaba sus Amores en 1556. En 1558 se había producido su consagración oficial. Con la muerte de Mellin de Saint-Gelais, Ronsard pasa a ser el poeta de la Corte. El alejandrino en que Ronsard terminó por constituirse maestro no hizo su aparición más que tímidamente en sus primeras obras para finalmente imponerse en los Himnos. En esta época inicia también su gran obra épica, La Francíada y por primera vez, Ronsard utiliza el término Pléyade para nombrar al grupo de siete poetas.
Compone los Sonetos de amor dedicados a Sinope (1558), joven desconocida con la que es posible que pensara en casarse. A la muerte del rey Enrique II en 1559 obtendrá el cargo honorífico de capellán ordinario del nuevo rey, Francisco II. El cargo no le representa un gran trabajo y puede dedicarse de lleno a la literatura. Prepara una edición de sus Obras completas, según dice la leyenda a petición de la esposa del rey, María Estuardo. También inicia la escritura de obras de carácter patriótico. Las disputas religiosas están en Francia en su momento más crudo, y Ronsard atribuye toda la responsabilidad a los protestantes. Al año siguiente, Francisco II muere y le sucede su hermano Carlos IX, con sólo diez años, aunque Catalina de Médicis ejercerá la Regencia. Ronsard, siempre enamoradizo, tiene escarceos con diversas damas, entre ellas Isabeau de la Tour.

### Guerras de religión
En 1562 se inicia la guerra civil, y Ronsard se alinea con los católicos contra los hugonotes, incluso con las armas en la mano. El bando calvinista atacó publicando desde Ginebra libelos contra Ronsard, quién a su vez contraatacó en escritos contra Juan Calvino y Beza. Gracias a este celo es recompensado con los prioratos de Saint-Cosme, cerca de Tours y Croix-Val, en Vendôme, en 1565. 
En 1565, publica Elegías, mascaradas y pastorelas que aparecen a la vez que su interesante Breviario de arte poético francés (1565), que definió su idea de la poesía. Siguió un periodo mundano en que solamente compuso los Discursos, discursos destinados al príncipe.

### Francíada
Ronsard se embarca entonces en consolidar un gran proyecto. El rey Carlos IX le encarga que escriba un gran poema épico sobre los Valois que, a imitación de la Eneida de Virgilio, vinculase el origen de Francia con la guerra de Troya. De esta forma, igual que Eneas huye de Troya para fundar Roma, el héroe Astianacte, hijo de Héctor, llega a Galia, funda París en honor al hermano de su padre, Paris, y forma los cimientos de la Francia moderna. Es la Francíada (1572), en la que utilizará el verso decasílabo. Los paralelismos con la Eneida son tales que incluso el protagonista —que en el poema se llama Francus— tiene una historia de amor con una princesa cretense, igual que Eneas con la reina cartaginesa Dido.
La obra, que había sido planificada en 24 libros, fue un fracaso y quedó inacabada, con sólo los cuatro primeros libros. Ronsard nunca alcanzó el tono adecuado, y al tener que respetar la lamentable opción del rey de usar versos de diez sílabas en lugar de alejandrinos, hace que no esté a la altura del resto de su obra. Por otra parte, se publicó pocos días después de la Matanza de San Bartolomé (24 de agosto de 1572). Todo ello acarreó cierto desprestigio a Ronsard. En 1574 muere Carlos IX y le sucede su hermano Enrique III, con el que concluirá la dinastía de Valois. La moda poética cambia, y el joven Philippe Desportes pasa a ser el nuevo poeta de la Corte. Ronsard se retira a sus prioratos y lleva a cabo una nueva edición en siete volúmenes de su obra poética (1578).

### Sonetos para Helena
Al reencontrarse con Helena de Surgère, surge el chispazo poético otra vez que le inspira los Sonetos para Helena (1574), un cancionero petrarquista imbuido de un epicureísmo muy propio de Ronsard. Asimismo, escribe los Sonetos y madrigales para Astrea, dedicados a Françoise Babou de la Bourdaisière, madre de la que luego sería favorita del rey Enrique IV, Gabrielle d'Estrées. Tras su muerte, Ronsard impuso una nueva forma de poesía renacentista que marcó la lírica francesa de los siglos siguientes.
Desde su retiro realizaba escasas visitas a París, donde era huésped de Jean Galland, intelectual del Colegio de Boncourt. Quizás también tuviera una casa en propiedad en el Faubourg Saint-Marcel.
Sus últimos años fueron bastante tristes, Ronsard perdió numerosos amigos y su salud empeoró. Soberanos extranjeros, entre los que se encontraba la reina Isabel I de Inglaterra le enviaban regalos. A pesar de su enfermedad, sus creaciones literarias seguían siendo de enorme calidad y algunos de sus mejores escritos están entre estos últimos. 
François Rasse de Noeux escribió poemas contra Ronsard.
El 27 de diciembre de 1585, Ronsard muere y sus restos son inhumados en la iglesia de Saint-Cosme, en Tours.

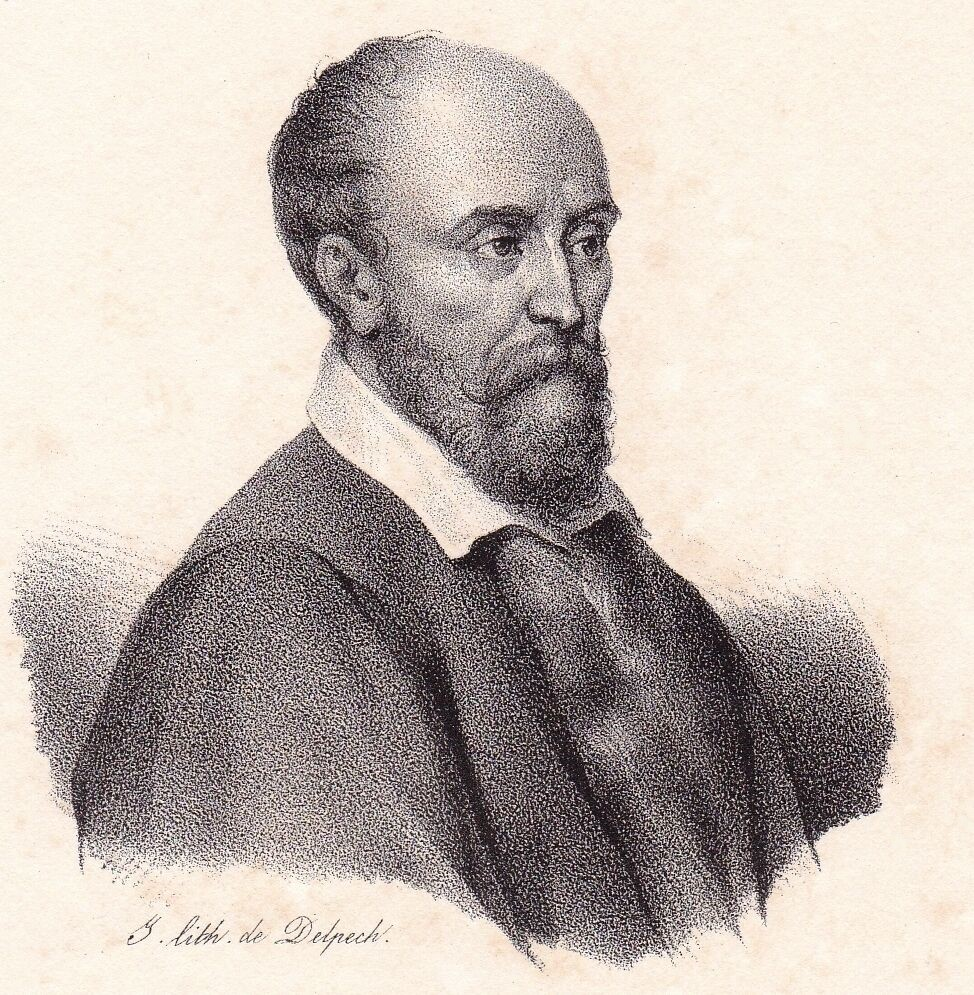
Pierre de Ronsard.

## Obras
- Odas (Odes, 1551–1552).
- Los amores de Casandra (Les Amours de Cassandre, 1552).
- El soto real (Le bocage royal, 1554).
- Los himnos (Les Hymnes, 1556).
- Poemas (Poèmes, 1560–1573).
- La francíada (La Franciade, 1572).
- Discurso sobre las actuales miserias (Discours sur les misères du temps, 1560).
- " La niña bella del cuarto" (" La Franciade", 1560-1573)